# Bongdeok-dong
Bongdeok-dong (koreanska: 봉덕동) är en stadsdel i staden Daegu  i den centrala delen av Sydkorea, 240 km sydost om huvudstaden Seoul. Den ligger i stadsdistriktet Nam-gu.

## Indelning
Administrativt är Bongdeok-dong indelat i:
| Namn    | Namn                 | Yta km² | Invånare 31 dec 2020 |
| ------- | -------------------- | ------- | -------------------- |
| 봉덕1동 | Bongdeok 1(il)-dong  | 0,49    | 9 416                |
| 봉덕2동 | Bongdeok 2(i)-dong   | 3,06    | 12 190               |
| 봉덕3동 | Bongdeok 3(sam)-dong | 2,69    | 17 452               |